# Acronicta heitzmani
Acronicta heitzmani är en fjärilsart som beskrevs av Charles V. Covell och Metzer 1992. Acronicta heitzmani ingår i släktet Acronicta och familjen nattflyn. Inga underarter finns listade i Catalogue of Life.